# Sveti Viktor i Korona
Sveti Viktor i Sveta Korona († oko 170. godine) - kršćanski su sveci mučenici iz 2. stoljeća. Bili su u braku. 
Većina izvora navodi da su ubijeni u rimskoj Siriji za vrijeme vladavine cara Marka Aurelija (170.-ih) u vrijeme progona kršćana u Siriji. Međutim, razni hagiografski tekstovi ne slažu se o mjestu njihovog mučeništva, s nekim tvrdnjama da je riječ o Damasku, dok koptski izvori navode da je to bila Antiohija. 
Rodila se je 106. godine u Egiptu. Sveta Korona, mučeništvo je podnijela u 17. godini života za vrijeme progona kršćana. I ona i njen suprug Viktor – rimski vojnik iz Siene – stradali su mučeničkom smrću jer se nisu htjeli odreći vjere. I njen suprug je proglašen svetim i štuje se kao Viktor Sijenski.
Sv. Korona je zaštitnica od epidemije, a pomorci je zazivaju u vrijeme oluje.
Sveta Korona se slavi i pod imenom „Stephana” što u prijevodu znači „okrunjena”, a u mnogim katoličkim crkvama u Austriji i istočnoj Bavarskoj štuje se još i danas, te postoje i mjesta nazvana njezinim imenom od kojih je najpoznatije St. Corona am Wechsel u Austriji. Negdje postoje i slike gdje u jednoj ruci drži kutiju s novcima, dok drugom rukom daje novac prosjaku. Štuje ju i Armenska, a i Pravoslavna crkva. 
U Hrvatskoj je u dva navrata u Starom Gradu na Hvaru izlazio župni list župe sv. Stjepana I. pape i mučenika imena Corona, 1970-ih i 2000-ih.
Spomendan sv. Korone slavi se 14. svibnja. 